# Rezolucja Rady Bezpieczeństwa ONZ nr 1691
Rezolucja Rady Bezpieczeństwa ONZ nr 1691 została uchwalona 22 czerwca 2006 podczas 5473. posiedzenia Rady.
Rada rekomenduje Zgromadzeniu Ogólnemu przyjęcie w poczet członków ONZ nowo powstałej Republiki Czarnogóry.